# Кристоф Улрих фон Папенхайм
Кристоф Улрих фон Папенхайм (на немски: Christoph Ulrich von Pappenheim; * 15 април 1546; † 11 декември 1599) е имперски наследствен маршал на сеньорат Папенхайм в Бавария. Той е последният представител от линията Папенхайм-Грефентал.

## Биография
Той е син на маршал Ахац фон Папенхайм II († 22 февруари 1561) и съпругата му Елизабет II фон Бранденщайн († 1583). Внук е на маршал Себастиан фон Папенхайм († 1536) и Урсула фон Валенрот.
Цял живот Кристоф Улрих притежава голямо състояние. Той получава Грефентал през 1575 г. от курфюрст Август от Саксония и отново през 1586 г. от херцог Фридрих Вилхелм. Освен Грефентал притежава господството над Папенхайм.
През 1590 г. Кристоф Улрих се жени за Магдалена фон Папенхайм († 24 юни 1602), вдовица на Волфганг II фон Папенхайм († 6 март 1585) от линията Щюлинген, единствената дъщеря на Кристоф фон Папенхайм Стари († 1562) и втората му съпруга Барбара Готцман († 1576). Бракът е бездетен.
Понеже няма деца господството Грефентал и Папенхайм за кратко време отиват на маршалите от линията Щюлинген Александер, Конрад и Филип. През 1621 г. Максимилиан фон Папенхайм продава господството Грефентал на Йохан Филип от Саксония-Алтенбург.
В църквата „Св. Мариен“ в Грефентал се намира епитаф на Кристоф Улрих фон Папенхайм.